# 2000년 하계 올림픽 다이빙
제27회 하계 올림픽 다이빙 경기는 2000년 오스트레일리아 시드니에서 열렸다. 싱크로나이즈가 이 대회에서 올림픽 종목으로 처음 채택되었다.

## 참가국
올림픽 다이빙 본선에 진출한 국가와 괄호 안에 국가별 참가선수가 나열되어 있다.
| - 아르헨티나 (1) - 아르메니아 (1) - 오스트레일리아 (6) - 오스트리아 (3) - 아제르바이잔 (1) - 벨라루스 (2) - 브라질 (2) - 캐나다 (7) - 중화인민공화국 (8) - 중화 타이베이 (4) - 콜롬비아 (2) - 쿠바 (6) - 체코 (1) - 핀란드 (2) | - 프랑스 (6) - 조지아 (1) - 독일 (8) - 영국 (8) - 그리스 (5) - 홍콩 (1) - 헝가리 (4) - 인도네시아 (3) - 이탈리아 (5) - 일본 (1) - 카자흐스탄 (5) - 말레이시아 (3) - 멕시코 (7) - 조선민주주의인민공화국 (5) | - 페루 (1) - 필리핀 (2) - 푸에르토리코 (1) - 루마니아 (3) - 러시아 (7) - 대한민국 (4) - 스페인 (5) - 스웨덴 (1) - 스위스 (3) - 태국 (2) - 우크라이나 (9) - 미국 (7) - 베네수엘라 (3) - 짐바브웨 (1) |